# Trachéide aréolée
Les trachéides aréolés sont des cellules conductrice de la sève xylémienne (= minérale). Ce sont des éléments conducteurs peu spécialisés, formés par des cellules mortes, très allongées, pointues, les unes à côté des autres et décalées. Ils communiquent avec leur environnement via des ponctuations aréolées (des ponctuations en forme de bourrelet circulaire), celles-ci permettent la circulation de la sève minérale. Particulièrement présents chez les angiospermes. 